# Super Mario Ball
Super Mario Ball (Verenigde Staten: Mario Pinball Land, Japan: スーパーマリオボール, Sūpā Mario Bōru) is een pinball-computerspel voor de Gameboy Advance. Het spel werd ontwikkeld door Fusegames en uitgebracht door Nintendo. Het spel kwam in Europa uit op 26 november 2004. Het is gebaseerd op de klassieke Mariospellen, waarvan de eerste Super Mario Bros. voor de NES was.

## Verhaal
Terwijl Mario en Princess Peach een kermis bezoeken, probeert Bowser het te verstoren. Hij doet dit door Peach te ontvoeren. Mario probeert haar te redden en doet dit door een machine te gebruiken die hem bolvormig maakt.

## Het spelen
Net zoals in de meeste Mariospellen moet Mario verscheidene werelden en gebieden uitspelen om de prinses te redden. Er zijn vijf verschillende werelden: een ijswereld, een woestijnwereld, het kermisgebied, een heuvelig gebied en Bowsers kasteel. Om verder te komen moet Mario genoeg sterren verzamelen om deuren te openen (net zoals in Super Mario 64). Er zijn 35 sterren te halen.

## Ontvangst
Het spel werd zeer slecht ontvangen en wordt beschouwd als een van de slechtste Mariospellen ooit. De kritiek is vooral op de moeilijkheidsgraad van het spel, die ligt volgens veel mensen te hoog. Men vindt dat het niet gaat om hoe goed je het spel speelt, maar of je geluk hebt, wanneer je wint.